# White Castle (Wales)
White Castle (walisisk: Castell Gwyn), historiske også kendt som Llantilio Castle, er ruinen af en middelalderborg nær landsbyen Llantilio Crossenny i Monmouthshire, Wales. Fæstningen blev etableret af normannerne efter deres invasion af England i 1066 for at beskytte ruiten fra Wales til Hereford. Den blev muligvis bestilt af William fitz Osbern, jarl af Hereford, og den bestod af tre store borgbanker med forsvarsværker i træ. I 1135 var der et stort walisisk oprør, og som modsvar etablerede kong Stefan et lordshop kaldet "Three Castles" sammen med Grosmont og Skenfrith, der spillede en vigtig rolle i at forsvare regionen imod walisiske angreb i de kommende århundreder.
Kong John gav borgen til en magtfuld kongelig embedsmand, Hubert de Burgh, i 1201. I de næste årtier overgik den til adskillige ejere, da Hubert, rival til de Braose-familien, og kronen to gkontrol over ejendommen. I denne periode blev White Castle udbygget kraftigt med en ringmur i sten og store tårne og en portbygning, der tilsammen har dannet hvad historikeren Paul Remfry betegnet som "et mesterværk af militæringeniørkunst". I 1267 blev den givet til Edmund, jarl af Lancaster, og den den forblev en del af jarldømmet og senere hertugdømmet Lancaster indtil 1825.
Edvard 1.'s erobring af Wales i 1282 fik fjernet en stor del af White Castles militære anvendelighed, og i 1500-tallet var den forfalden og ikke i brug.
Borgen overgik til statens eje i 1922, og bliver i dag drevet af Cadw. Det er en listed building af første grad.